# Pauluchy
Pauluchy (biał. Паўлюгі; ros. Павлюги) – wieś na Białorusi, w obwodzie witebskim, w rejonie postawskim, w sielsowiecie Woropajewo.
Dawniej używana nazwa – Pawluki.

## Historia
W czasach zaborów w gminie Postawy, w powiecie dzisieńskim, w guberni wileńskiej Imperium Rosyjskiego.
W dwudziestoleciu międzywojennym wieś leżała w Polsce, w województwie wileńskim, w powiecie duniłowickim, od 1926 w powiecie dziśnieńskim, w gminie Postawy, a następnie w gminie Woropajewo.
Według Powszechnego Spisu Ludności z 1921 roku zamieszkiwało tu 121 osób, 10 było wyznania rzymskokatolickiego a 111 prawosławnego. Jednocześnie 10 mieszkańców zadeklarowało polską a 111 białoruską przynależność narodową. Były tu 22 budynki mieszkalne. W 1931 w 30 domach zamieszkiwało 145 osób.
Wierni należeli do parafii rzymskokatolickiej w Drozdowszczyźnie i prawosławnej w Rymkach. Miejscowość podlegała pod Sąd Grodzki w Postawach i Okręgowy w Wilnie; właściwy urząd pocztowy mieścił się w m. Połowo.
Po agresji ZSRR na Polskę w 1939 roku wieś znalazła się w granicach BSRR. W latach 1941–1944 była pod okupacją niemiecką. Następnie leżała w BSRR. Od 1991 roku w Republice Białorusi.
Do 2009 wieś wchodziła w skład sielsowietu Bielki.